# 鳥山正博
鳥山 正博（とりやま まさひろ、1960年 - ）は、日本の経営学者、コンサルタント。立命館大学経営大学院教授。専門はマーケティング、マーケティングリサーチ、エージェントシミュレーション。元野村総合研究所上席コンサルタント。

## 経歴
- 1960年、東京都生まれ。

## 学歴
- 国際基督教大学教養学部社会科学科卒（1983年）（うち1年間はUCLAに交換留学）
- ノースウェスタン大学ケロッグ経営大学院校（MBA、1988年）マーケティング、経営戦略専攻
- 東京工業大学大学院総合理工学研究科 （博士（工学）、2009年）知能システム科学専攻

## 職歴
- 1983年 株式会社野村総合研究所入社
- 1989年 野村総合研究所経営コンサルティング部門
- 1999年 日本マーケティング協会 マーケティングサイエンス研究会 コーディネーター[現任]
- 2000年 サイエント株式会社へ転職 （ディレクター/ストラテジスト）
- 2001年 株式会社野村総合研究所再入社 コンサルティング本部
- 2009年 立命館大学大学院経営管理研究科 教授[現任]

## 受賞歴
- 社会情報学会博士論文奨励賞[1]（2010年）

## 専門分野および担当科目
- 専門はマーケティング、マーケティングリサーチ、エージェントシミュレーション。
- 立命館大学経営大学院経営管理研究科 においては「マーケティング」「マーケティングリサーチ」「商品開発」「顧客戦略」「特講：ソーシャルメディア戦略」を担当。
- 立命館大学大学院経営学研究科 においては「マーケティング（英語/特講）」を担当。

## 特許出願[2]
- 特願2009-173587 アンケート実施装置及び方法
- 特願2008-269206 営業活動支援システム及びコンピュータプログラム
- 特願2008-205597 営業活動支援システム、営業活動支援方法及びコンピュータプログラム
- 特願2008-165288 営業活動支援システム、営業活動支援方法及びコンピュータプログラム
- 特願2006-97566 マーケティングリサーチ支援サーバ及び方法
- 特願2006-97503 マーケティングリサーチのためのアンケート支援サーバ及び方法
- 特願2003-11597 消費行動データ収集システム、消費行動データ収集方法およびコンピュータプログラム
- 特願2001-517733 番組評価装置、番組評価データ集計装置、番組評価方法および記録媒体
- 特願2001-353805 テレビ受像機、テレビ番組出力方法、コンピュータプログラムおよびコンピュータプログラムを記録した記録媒体
- 特願2001-75938 画像取得システム
- 特願2000-260696 広告システム、端末装置、電波発信装置、およびデータセンター
- 特願2000-260695 双方向無線装置、双方向無線端末装置、双方向無線広告方法、記録媒体およびプログラム
- 特願2000-237447 人物画像取得システム
- 特願2000-221086 車両通行量測定システム
- 特願2000-185975 不動産評価データ開示装置、不動産評価データ開示方法、不動産評価データ閲覧装置、不動産評価データ閲覧方法、および記録媒体
- 特願2000-173793 放送楽曲調査装置、放送楽曲調査方法および記録媒体
- 特願平11-363848 取引データ閲覧装置、取引データ閲覧方法、および記録媒体
- 特願平11-248504 通行量測定システム
- 特願平11-191144 再生関連データ集計システム、セットトップボックス、高感度ユーザ抽出システムおよび高感度ユーザ抽出方法
- 特願平11-133618 楽曲特定情報の端末装置、楽曲の送受信端末装置およびデータベース装置
- 特願平11-127867 顧客行動画像データ記録装置および顧客行動画像データ記録方法
- 特願平11-127866 顧客画像データベース作成装置
- 特願平11-127865 楽曲特定情報の端末装置、楽曲の送受信端末装置およびデータベース装置
- 特願平11-11236 広告メディア評価装置
- 特願平10-286220 チケット販売予約装置、真正チケット引換装置、供給者側データ装置、
チケット販売予約方法、真正チケット引換方法、チケット供給方法および記録媒体
- 特願平10-286112 店舗内音声配信装置および音声配信システム
- 特願平10-254526 通行人検出機能付自動販売機及び通行状況検出システム
- 特願平10-221404 個別広告出力装置、個別広告出力方法および記録媒体
- 特願平10-221403 条件広告出力装置、条件広告出力方法および記録媒体
- 特願平10-221402 プロモーション効果判定装置、プロモーション効果判定方法および記録媒体
- 特願平10-160035 交通量調査装置、交通量調査方法および記録媒体
- 特願平9-116794 商品の流行予測を加味した売上予測装置及びその予測方法

## 著書
- 「ケロッグ経営大学院イノベーションネットワーク 社内起業成長戦略―連続的イノベーションで強い企業を目指せ」（監訳）2010年、マグロウヒル
- 「コトラー マーケティングの未来と日本 時代に先回りする戦略をどう創るか」（監訳・解説）2017年、KADOKAWA

## 論文
- 組織科学

「日本の流通組織の生産性」（単著）1993年4月
「電子メールログからの企業内コミュニケーション構造の抽出」（共著）2007年3月
- Physica A

「Pareto law of the Expenditure of a Person in Convenience Stores」（共著）2008年
- 赤門マネジメントレビュー

「電子メールログからの企業内コミュニケーション構造の抽出」（共著）2007年8月
- 一般社団法人情報処理学会

「エージェントベースシミュレーションを用いた企業組織の経営環境認識モデル」（共著）May-08
- 社団法人電子情報通信学会

「エージェントシミュレーションを用いた組織構造最適化の研究 : スキーマ認識モデル」（共著）Nov-09
- 社団法人日本物理学会

「エコエコノフィジックス : コンビニ生態学」（共著）Aug-07
「コンビニのレートデータを用いた解析」（共著）Aug-07
- IEEE/WIC/ACM

「In Search of Optimum Possible Organizations through Agent Modeling」（共著）Dec-08

## その他論文・記事
- 野村総合研究所

「技術革新と流通業の進化」（単著）Mar-04
「団塊世代の大量退職時代における商品開発・マーケティング手法--求められる顧客洞察力の向上」（共著）Jun-05
「広告メディア激動の近未来」（共著）Jan-06
「構造的な強みを生み出すダイナミズムマネジメント」（共著）Jun-08
- 日経BP

「仮説・検証で測る顧客情報活用の「効果」」（共著）2000/3/19
「ワン・トゥー・ワン・マーケティングの極意(1)-(6)」（単著・連載）2001
「ブランド構築は本物の時代へ」（単著）2006/7/3
- リックテレコム

「ソーシャルメディア時代のVOC」（単著・連載）2011.6～